# Parque nacional Tortugas Secas
El Parque Nacional Tortugas Secas (en inglés Dry Tortugas National Park) es un parque nacional de los Estados Unidos localizado en Florida, integrado por un conjunto de siete pequeñas islas compuestas de arrecifes y arena, situadas a unos 113 kilómetros al oeste de cayo Hueso, en los cayos de la Florida, en el golfo de México. Es uno de los más remotos e inaccesibles de los parques nacionales estadounidenses.

## Historia
Las islas fueron llamadas «Las Tortugas» originalmente por Juan Ponce de León en su descubrimiento, debido a la gran abundancia de tortugas marinas.
Fue designada como zona marítima protegida para salvaguardar los valiosos recursos costeros y marítimos que estas pequeñas islas ofrecen. La zona marítima protegida de Dry Tortugas se presenta como un modelo para los años futuros.
Actualmente es un lugar de ocio en el que se puede descubrir buceando sus arrecifes de escasa profundidad que rodean la isla y visitar su histórico Fuerte Jefferson.
Su conservación está equilibrada con las múltiples actividades comerciales y recreativas que se realizan en dicho archipiélago.